# Маргарета фон Брауншвайг-Волфенбютел (1451–1509)
Маргарета фон Брауншвайг-Волфенбютел (на немски: Margarethe von Braunschweig-Wolfenbüttel; * 1451; † 13 февруари 1509) от род Велфи е принцеса от Брауншвайг-Волфенбютел и чрез женитба графиня и регентка на Хенеберг-Шлойзинген.

## Биография
Тя е единствената дъщеря на херцог Хайнрих II фон Брауншвайг-Люнебург-Волфенбютел (1411 – 1473) и съпругата му Хелена фон Клеве (1423 – 1471), дъщеря на херцог Адолф II фон Клеве и втората му съпруга Мария Бургундска.
Маргарета се омъжва на 5 ноември 1469 г. във Волфенбютел за граф Вилхелм III фон Хенеберг-Шлойзинген (* 1434; † 1480) от фамилията на Хенеберги.
След смъртта на нейния съпруг на 25 май 1480 г. Маргарета поема регентството за непълнолетните си синове Волфганг I и Вилхелм VI и успява да им осигури наследството.

## Деца
Маргарета и Вилхелм III фон Хенеберг-Шлойзинген имат децата:
- Волфганг I (* 1470; † 27 декември 1484)
- Хелена (* 1 септември 1473; † 1475)
- Вилхелм V (* 1474; † 29 септември 1474)
- Катарина (* 1475; † 14 октомври 1484 в манастир Велтингероде)
- Маргарета (* ок. 1475; † 20 февруари 1510 в манастир Алтенберг), омъжена на 4 ноември 1492 г. за граф Бернхард III фон Золмс-Браунфелс (1468 – 1547)
- Вилхелм IV (VI) (* 29 януари 1478; † 24 януари 1559), женен през февруари 1500 г. за маркграфиня Анастасия фон Бранденбург (1478 – 1557)
- Попо XI (* 17 март 1479; † 24 май 1483)
- Ернст (* 18 август 1480; † 18 юли 1488